# Svetlana Gladisjiva
Svetlana Aleksejevna Gladisjiva (ryska: Светлана Алексеевна Гладышева), född den 13 september 1971 i Ufa, Sovjetunionen, är en rysk utförsåkare.
Hon tog OS-silver i damernas super-G i samband med de olympiska utförstävlingarna 1994 i Lillehammer.